# Fernando Gallego de Chaves Calleja
Fernando Gallego de Chaves y Calleja (Madrid, 26 de mayo de 1889-Madrid, 24 de diciembre de 1974) fue un ingeniero de caminos, poeta y ensayista español de inclinaciones monárquicas y lusófilas, primer director de la revista Acción Española.
Firmó obras con sus títulos nobiliarios de conde de Santibáñez del Río y de marqués de Quintanar.

## Biografía
Nacido en Madrid el 26 de mayo de 1889, tras concluir el bachillerato ingresó en la Escuela de Ingenieros de Caminos, de donde salió graduado. Ingeniero de caminos de profesión, ejerció la posiciones de segundo jefe de Señales Marítimas de la provincia de Pontevedra, de jefe de Obras Públicas en la provincia de Segovia y de delegado del Patronato de Turismo. También formó parte de la clase palaciega, como gentilhombre grande de España con ejercicio y servidumbre.
A pesar de haber cursado estudios de ciencias, su vocación por las letras le llevó a dejar una extensa obra escrita, cultivando diversos géneros.
Lusófilo, fue miembro fundador en 1922 de la Sociedad de Amigos de Portugal, que habría llegado a presidir. Admirador de los autores vinculados al integralismo lusitano, comenzó una amistad personal con Antonio Sardinha a partir del exilio de este; traduciría al castellano la obra del literato portugués, publicada originalmente en 1924, La alianza peninsular. Fue colaborador en la revista lisboeta Contemporânea.
Desempeñó la dirección de la Agencia de Propaganda Hispanoamericana Plus Ultra en Madrid, puesta en funcionamiento en mayo de 1926. Presidente de la junta directiva de La Nación, colaboró también en ABC y en La Voz de los Arios. Fue en la década de 1920 cuando trabó amistad con el general Sanjurjo, el marqués del Rif.
Tras la proclamación de la Segunda República, fundó junto con Ramiro de Maeztu y Eugenio Vegas Latapie, en 1931, la revista Acción Española (fue asimismo miembro fundador de la sociedad homónima); —en 1960 declararía que el integralismo lusitano habría sido la principal referencia ideológica cuando se fundó la revista—.  Director de esta, la redacción se instaló en su propia vivienda, localizada en el número 8 de la madrileña plaza de Santa Bárbara. se expresó en los siguientes términos sobre Acción Española:

«Para "Acción Española" no son indiferentes los sistemas políticos; "Acción Española" es antiparlamentaria y antidemocrática».
Marqués de Quintanar.

 Cesó como director en 1933 (el último número del que fue director fue el 28), pasando la dirección a Ramiro de Maeztu, trasladándose la redacción de la revista desde su domicilio a la glorieta de San Bernardo. En virtud a su amistad con Sanjurjo, efectuó a partir de abril de 1936 varias visitas a este —además de a Salazar— a Lisboa, con objeto de las preparaciones del golpe de Estado de 1936.
Falleció en la madrugada del 24 de diciembre de 1974, en su domicilio de la plaza de Santa Bárbara.

## Títulos nobiliarios
Ostentó los títulos nobiliarios de viii marqués de Quintanar con Grandeza de España, iii marqués de Velagómez, xi conde de Cobatillas y xii conde de Santibáñez del Río.

## Obras
Escribió varias obras de poesía. También se dedicó a la prosa, escribiendo cuentos, ensayos de arte, análisis biográficos y de carácter histórico. Un listado no exhaustivo de obras, en las que llegó a firmar como marqués de Quintanar y como conde de Santibáñez del Río sería:
Poesía
- —— (1917) Saudades (prologado por Manuel Bueno).[19][20]
- —— (1919) La vida nueva.[2]
- —— (1920) El florido enigma.[20]
- —— (1921) El jardín familiar.[2]
- —— (1923) Sed de camino.[20]
- —— (1966) La vejez de Bradomín.[20]

Prosa y otros
- —— (1920) Portugal y el hispanismo (prologado por el conde de Romanones).[19]
- —— (1930) Por tierras de Portugal.[21]
- —— (1930) A lo largo de la ruta.[22][3]
- —— (1936) Bismarck, artífice de la Tercera República francesa.[23]
- —— (1955) La muerte de Alfonso XIII.
- —— (1958) El príncipe que forjó una república y otros ensayos (prologado por José Luis Vázquez Dodero y, de forma póstuma, por Ramiro de Maeztu).[24]
- —— (1964) Diálogo peninsular (prologado por Eugenio Montes).[25]